# 8e Match des étoiles de la Ligue nationale de hockey
Match précédent Match suivant
Le 8e Match des étoiles de la Ligue nationale de hockey fut tenu le 2 octobre 1954 au domicile des Red Wings de Détroit, le Olympia Stadium.
Dans ce match qui se termina sur la marque de 2 à 2, le gardien Terry Sawchuk prenait part à son troisième match complet consécutif.

## Effectif

### Étoiles de la LNH
- Entraîneur-chef : King Clancy ; Maple Leafs de Toronto.

Gardiens de buts :
- 01 Harry Lumley ; Maple Leafs de Toronto.
- 01 Al Rollins ; Blackhawks de Chicago.

Défenseurs :
- 02 Doug Harvey ; Canadiens de Montréal.
- 03 Gus Mortson ; Blackhawks de Chicago.
- 04 Bill Gadsby ; Blackhawks de Chicago.
- 10 Harry Howell ; Rangers de New York.
- 11 Bill Quackenbush ; Bruins de Boston
- 18 Tim Horton ; Maple Leafs de Toronto.
- 23 Doug Mohns ; Bruins de Boston.

Attaquants
- 05 Bernard Geoffrion, AD ; Canadiens de Montréal.
- 06 Fleming MacKell, C ; Bruins de Boston.
- 08 Sid Smith, AG ; Maple Leafs de Toronto.
- 09 Maurice Richard, AD ; Canadiens de Montréal.
- 12 Ted Kennedy, C ; Maple Leafs de Toronto.
- 14 Jean Béliveau, C ; Canadiens de Montréal.
- 15 ed Sandford, AG ; Bruins de Boston.
- 16 Don Raleigh, C ; Rangers de New York.
- 17 Kenny Mosdell, C ; Canadiens de Montréal.
- 20 Paul Ronty, C ; Rangers de New York.

### Red Wings de Détroit
- Entraîneur-chef : Jimmy Skinner.

Gardiens de buts
- 01 Terry Sawchuk.

Défenseurs :
- 02 Bob Goldham.
- 03 Marcel Pronovost.
- 04 Red Kelly.
- 05 Benny Woit.
- 18 Keith Allen.

Attaquants :
- 07 Ted Lindsay, AG.
- 08 Tony Leswick, AG.
- 09 Gordie Howe, AD.
- 10 Metro Prystai, C.
- 11 Marty Pavelich, AG.
- 12 Glen Skov, C.
- 14 Earl Reibel, C.
- 15 Alex Delvecchio, C.
- 16 Johnny Wilson, AG.
- 17 Bill Dineen, AD.
- 19 Don Poile, C.
- 20 Marcel Bonin, AG.

## Feuille de match
| No | Score            | Équipe           | Buteur (Passeur(s))           | Temps            |                  |
| Première période | Première période | Première période | Première période              | Première période | Première période |
| --- | ---------------- | ---------------- | ----------------------------- | ---------------- | ---------------- |
| 1 | 0-1              | Détroit          | Delvecchio (Lindsay - Reibel) | 9:50 AN          |                  |
| 2 | 0-2              | Détroit          | Howe (Reibel - Kelly)         | 19:55 AN         |                  |
| Pénalité : Mortson (LNH) accroché 1:37 ; Bonin (Dét) trébuché 5:48 ; MacKell (LNH) trébuché 8:30 ; Bonin (Dét) retenu 13:18 ; Howell (LNH) retenu 18:03 ; Horton (LNH) accroché 18:26. |                  |                  |                               |                  |                  |
| Deuxième période |                  |                  |                               |                  |                  |
| 3 | 1-2              | LNH              | Mortson (Gadsby - Kennedy)    | 4:19 AN          |                  |
| 4 | 2-2              | LNH              | Mohns (Béliveau)              | 13:10            |                  |
| Pénalité : Dineen (Dét) interférence 4:01 ; Bonin (Dét) bâton élevé 7:53 ; Howell (LNH) bâton élevé 7:53 ; Sandford (LNH) trébuché 13:27 ; Mohns (LNH) double-échec 19:51.             |                  |                  |                               |                  |                  |
| Troisième période |                  |                  |                               |                  |                  |
| Aucun but |                  |                  |                               |                  |                  |
| Pénalité : Lindsay (Dét) trébuché 1:09 ; Mortson (LNH) retenu 3:57 ; Woit (Dét) trébuché 9:09.                                                                                         |                  |                  |                               |                  |                  |

Gardiens :
- LNH : Lumley (30:59), Rollins (29:01, est entrée à 10:59 de la 2e période).
- Détroit : Sawchuk (60:00).

Arbitres : Bill Chadwick
Juges de ligne : George Hayes, Doug Young